# Class 46
Class 46 van British Rail (BR), ook bekend als Sulzer Type 4, is een reeks diesellocomotieven die tussen 1961 en 1963 is gebouwd door de werkplaats van British Rail in Derby. Aanvankelijk kregen ze de bedrijfsnummers D138-D193, bij de invoering van de computernummering (TOPS) werden ze omgenummerd als class 46. Net als de vrijwel identieke reeksen Class 44 en Class 45 werden ze bekend als Peaks. 
De eerste van de 56 exemplaren werd in 1977 uitgerangeerd en eind 1984 waren ze allemaal uitgerangeerd.

## Overzicht
De Class 46 had dezelfde opbouw als de eerdere Class 45 en ook dezelfde motor van Sulzer. Het verschil zit in de stroomgenerator en de tractiemotoren die niet door Crompton Parkinson maar door Brush geleverd werden. Net als de andere reeksen met een Sulzer motor, class 44 en 45, worden ook deze vaak als Peaks aangeduid omdat de Class 44 naar bergen werd genoemd.
De British Transport Commission besloot om de bouw van de laatste twintig Class 46 locomotieven te schrappen en schreef een opdracht voor twintig locomotieven van een nieuw model volgens de type 4 specificaties uit. Deze locomotieven zouden moeten worden voorzien van de elektrische installaties die besteld waren voor de laatste 20 van de Class 46. De opdracht werd gegund aan Brush die vervolgens de Class 47 bouwde.
Net als bij de andere Peaks had ook de Class 46 last van breuken in de draaistellen. Dit was het gevolg van de krachten op de lange draaistellen in scherpe bochten en omdat de buffers en koppeling aan het draaistel zitten en niet aan de bovenbouw van de locomotief.
Hoewel meerdere van de eerdere Peaks een naam kregen was van de Class 46 de D163 (later 46 026) de enige namelijk Leicestershire and Derbyshire Yeomanry. Deze loc kreeg de bijnaam "The Lady" van zowel het personeel als spoorwegliefhebbers. De naam wordt nu gedragen door de Class 45 nummer D123 / 45 125.

### Kleurstelling
De reeks werd geleverd in BR groen met een brede horizontale grijze lijn op de zijkant en kleine gele waarschuwingspanelen op de kopzijden. Vanaf eind jaren 60 van de 20e eeuw werden ze in de nieuwe huisstijl Rail Blue geschilderd. Hoewel de BR depots het schilderwerk uitvoerden waren erg toch verschillen tussen de locomotieven. Zo is in ieder geval de D138 (later 46 001) gezien in Rail Blue met geheel gele fronten, maar met nog steeds de grijze lijnen op de zijkant.

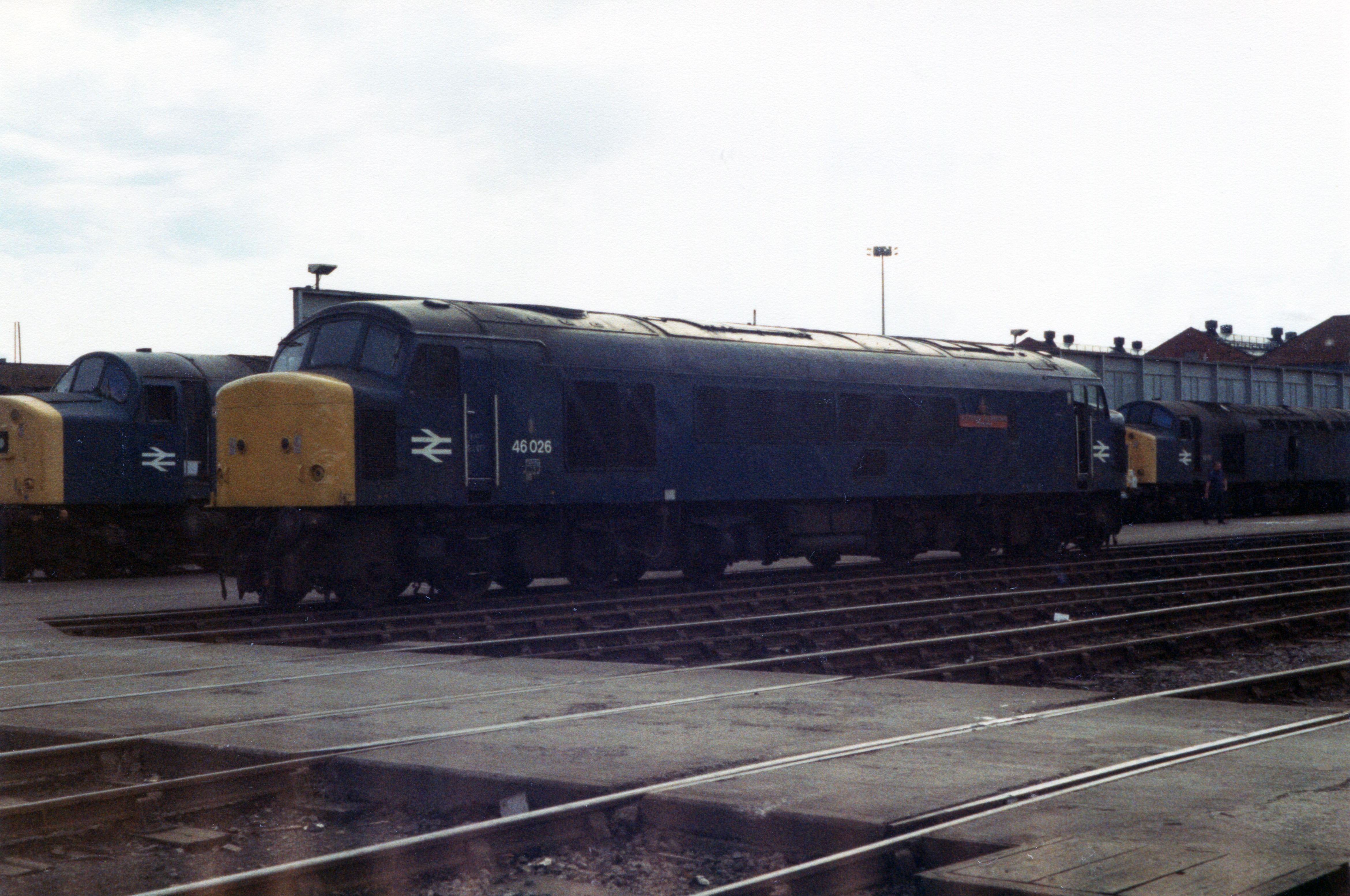
46 026 Leicestershire and Derbyshire Yeomanry - De enige Class 46 met een naam.
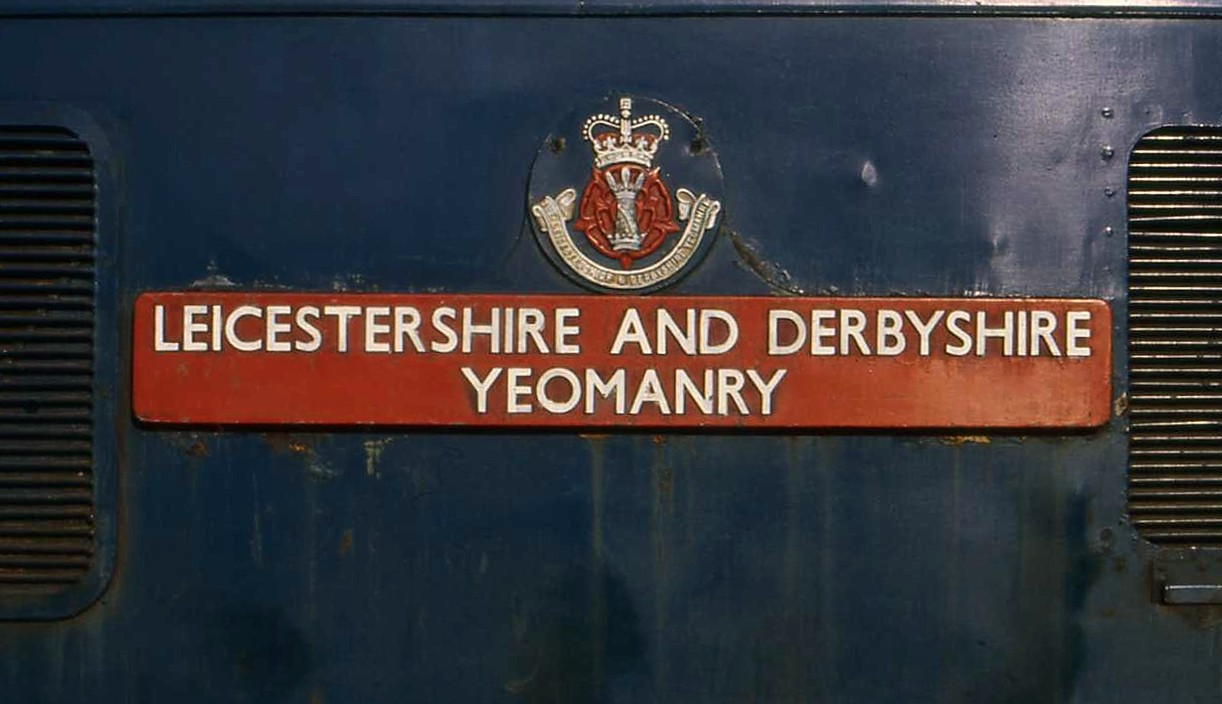
De naamplaat van de 46 026.
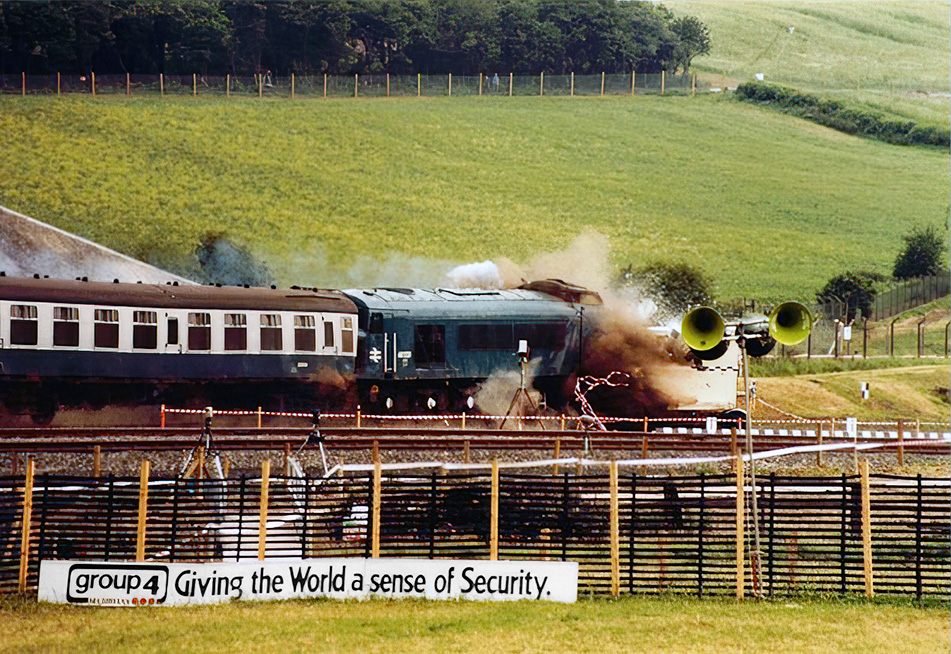
Het moment van de botsing tijdens de botsproef met het vat voor kernafval op de Old Dalby Test Track, 17 juli 1984.

## Inzet
In 1974 waren de locomotieven verdeeld over drie depots; 22 in Bristol Bath Road, 24 in Gateshead en 10 in Laira (Plymouth). Terwijl de locomotieven van tijd tot tijd ingezet werden in de goederendienst waren ze de reguliere trekkracht in de reizigersdienst, met name North East-South West, Trans-Pennine en secundaire treinen tussen North East en Londen, hetgeen ook bleek uit de verdeling van de Class 46 over de depots te Gateshead en Plymouth in 1977. Langeafstands goederendiensten behoorden tot reguliere taken, vooral de "clay hoods" met klei voor porcelein van Cornwall naar Stoke-on-Trent en omgeving.
Rond 1980 werden meerdere class 46 opgeslagen in de werkplaats van Swindon, sommige werden slechts enkele maanden opgeslagen maar de meesten kwamen eind 1981 weer in dienst.
Gedurende de jaren 80 werden de resterende locomotieven ondergebracht in het depot van Gateshead en de laatste reizigersdiensten waren de zomertreinen op zaterdag op de route Bradford - Weymouth (tussen Bradford en Birmingham New Street), Newcastle - Plymouth, Newcastle - Blackpool North, en York - Blackpool North. De laatste vijf werden definitief uitgerangeerd op 25 december 1984.
Na afloop van de normale dienst werden twee exemplaren overgenomen als dienstvoertuig in december 1984. 46 035 werd 97 403 en kreeg de naam 'Ixion'. Deze locomotief werd gebruikt voor proeven en kreeg een groot rood paneel op de zijkant, destijds de normale beschildering van dienstvoertuigen. 46 045 kreeg het nummer 97 404 en werd vervolgens gebruikt als plukloc voor de 97 403.
Het uitrangeren van de class 46 werd bijna geheel uitgevoerd door werkplaatsen van BR in Swindon, Derby en Doncaster. Uitzonderingen waren de 46 027 die werd gesloopt bij sloperij Vic Berry in Leicester, en de 46 009 die gebruikt werd voor een botsproef zoals hieronder nader beschreven.

## Botsproef
Op 17 juli 1984 werd de 46 009 (voorheen D146) met drie Mark1 rijtuigen aan de haak gebruikt voor een botsproef met een gekantelde platte wagen met een vat voor kernafval. Voor deze proef werd de 46 009 uitgerust met afstandsbediening en een camera in de neus zodat de botsing kon worden opgenomen. Op het moment van de botsing reed de trein 160 km/u en de gemaakte opnames werden later uitgezonden. De proef werd genomen op de Old Dalby Test Track en was georganiseerd door de CEGB. Het doel van de proef was om de bevolking te laten zien dat er geen radioactief materiaal zou weglekken als een trein met kernafval betrokken zou raken bij een ongeval.
46 009 werd later die maand door Vic Berry uit Leicester gesloopt te Old Dalby. Zusterlocomotief 46 023 stond klaar als invaller voor het geval van een storing bij de 46 009. Het vat dat bij de proef werd gebruikt is tentoongesteld bij het Heysham 1 power station training centre.Images

## Erfgoed
Drie exemplaren zijn behouden als erfgoed: 46 010 (voorheen D147) bij de Great Central Railway (Nottingham), 46 035 Ixion (voorheen D172) bij de  Peak Rail in eigendom van Waterman Railway Trust, en D182 (46 045) in eigendom van de Peak Locomotive Company bij de Midland Railway – Butterley
In februari 1994 werd de D172 de eerste ex-BR diesel in privé eigendom met een certificaat voor ritten op de hoofdlijnen.

## Afbeeldingen

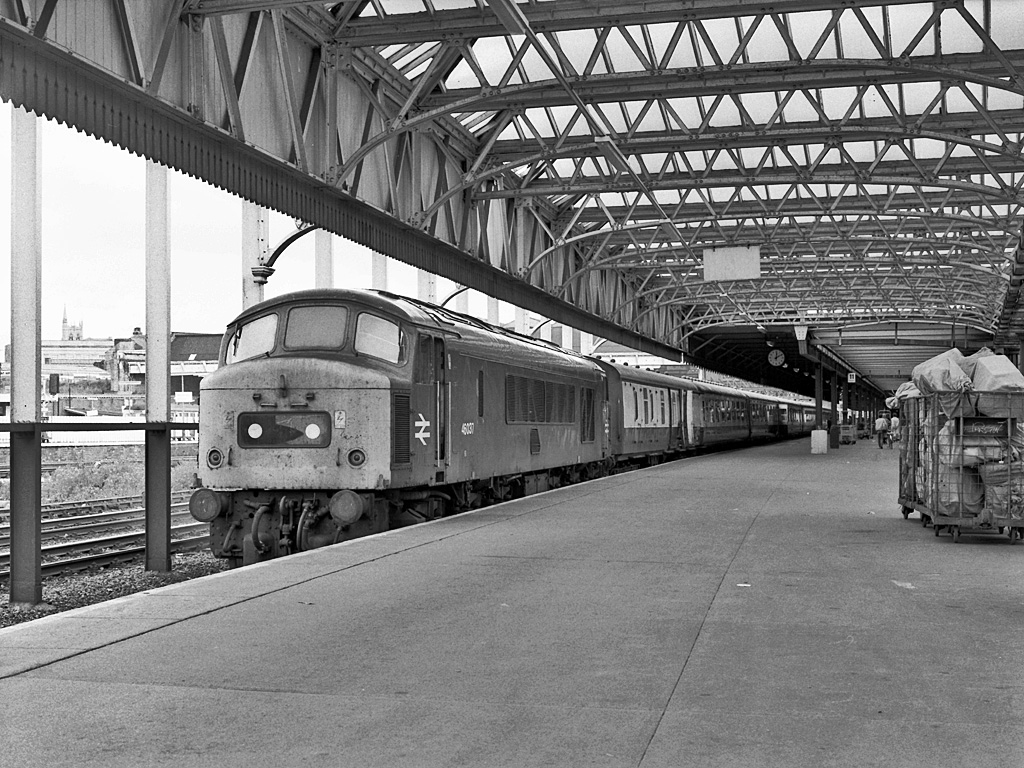
46 037 te Manchester Victoria (1983)
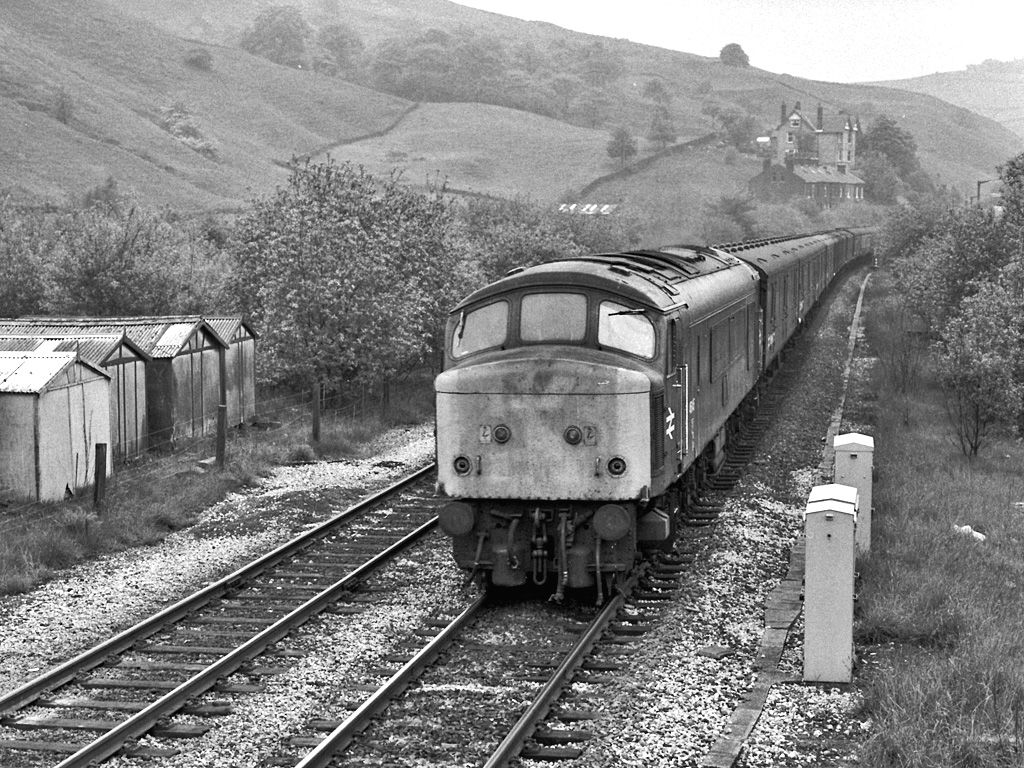
46 045 te Walsden (1983)
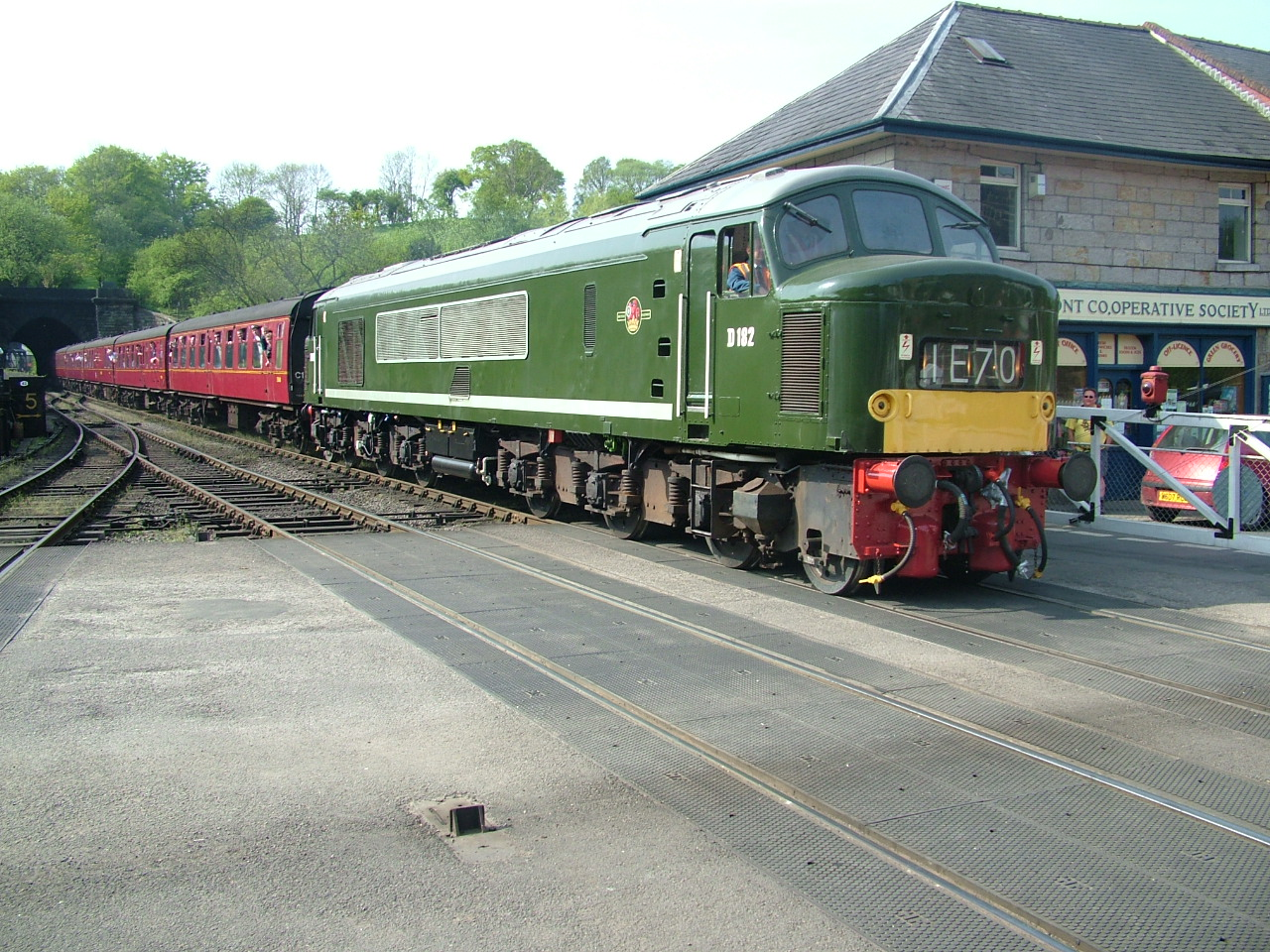
Museumloc D182 (46 045) te Grosmont (mei 2008)